# Tyranneau à ailes rousses
Mecocerculus calopterus
Espèce
Statut de conservation UICN

 LC  : Préoccupation mineure
Le Tyranneau à ailes rousses (Mecocerculus calopterus) est une espèce de passereau de la famille des Tyrannidae,.

## Distribution
Cet oiseau vit dans les Andes d'Équateur et du nord-ouest du Pérou (vers le sud jusqu'aux départements de Lambayeque et de La Libertad),,.

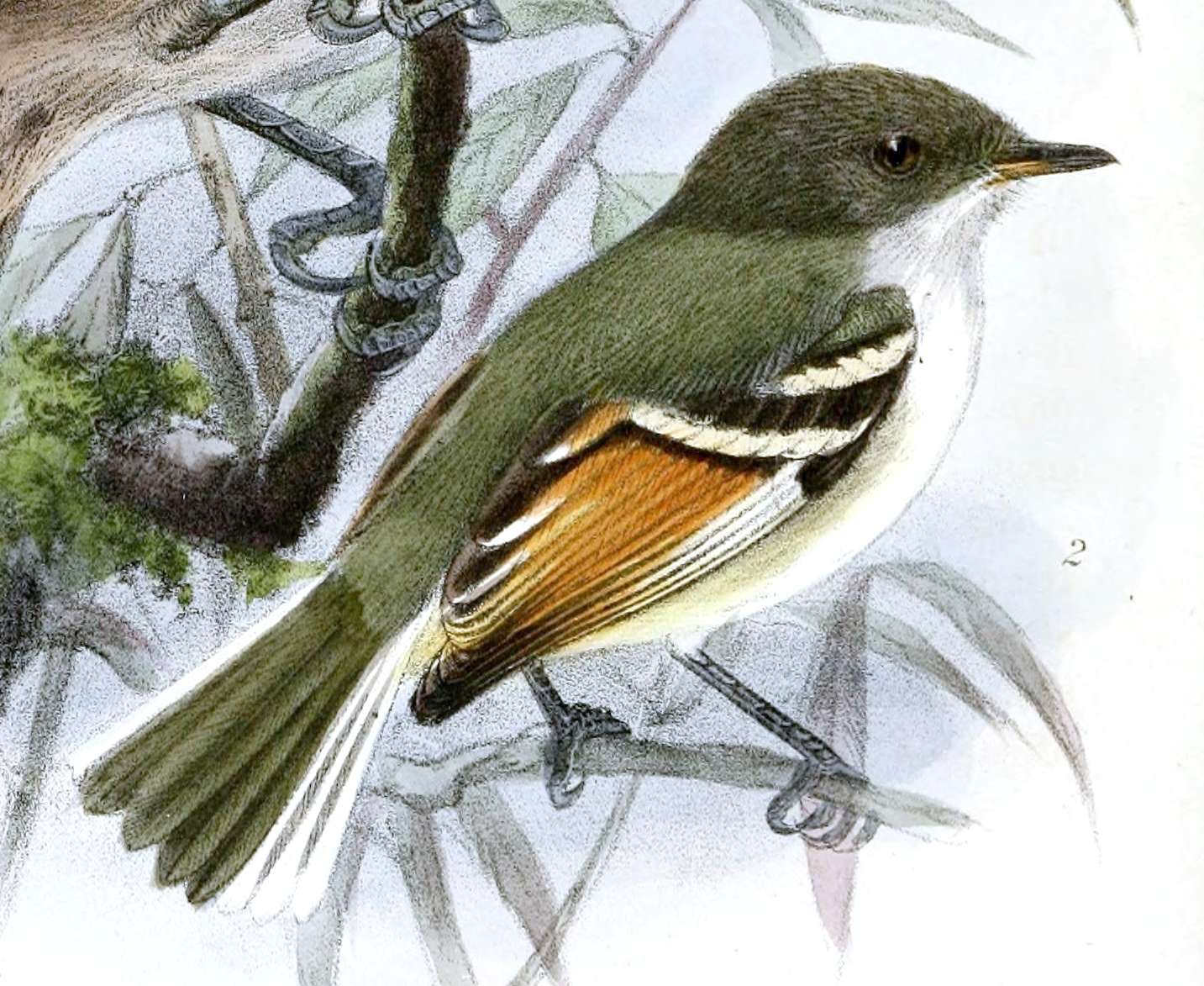
Un tyranneau à ailes rousses (oiseau du bas, appelé alors Serpophaga leucura), illustration de John Gerrard Keulemans parue dans The Ibis - a quarterly journal of Ornithology en 1875.